# John Frank Schairer
John Frank Schairer, genannt Frank, (* 13. April 1904 in Rochester, New York; † 26. September 1970 bei Point No Point in der Chesapeake Bay, Maryland) war ein US-amerikanischer Geochemiker, Mineraloge und Petrologe.
Schairer studierte Chemie an der Yale University mit dem Abschluss 1925 und der Promotion 1928. Zusätzlich erwarb er einen Master-Abschluss in Mineralogie. Ab 1927 war er als Chemiker am Geophysical Laboratory der Carnegie Institution in Washington, D.C., wo er den Rest seiner Karriere blieb. Er arbeitete dort mit Norman L. Bowen in experimenteller Petrologie bis zu dessen Weggang nach Chicago 1937. Im Zweiten Weltkrieg arbeitete das Labor an militärischer Forschung (Erosion in Kanonen- und Maschinengewehrläufen). Ab den 1950er Jahren arbeitete er mit Hatten Schuyler Yoder und Cecil Edgar Tilley über Basaltschmelzen.
1957 bis 1960 war er Vizepräsident der International Association of Volcanology and Chemistry of the Earth’s Interior, 1944 Vizepräsident der Geological Society of America, 1960 Präsident der Geochemical Society und 1943 Präsident der Mineralogical Society of America. Er war auch ein versierter Botaniker und Mitgründer der National Capital Orchid Society (1947).
Schairer war seit 1940 verheiratet und hatte zwei Kinder (Zwillinge).

## Ehrungen und Mitgliedschaften
1968 wurde er Ehrenmitglied der Deutschen Mineralogischen Gesellschaft. Er war Mitglied der National Academy of Sciences.
1963 erhielt er die Roebling Medal und 1953 die Arthur-L.-Day-Medaille.
2012 wurde er in die Appalachian Trail Hall of Fame aufgenommen für seine umfangreiche Tätigkeit bei der Markierung (unter seiner Leitung über 260 Meilen von 1928 bis 1932 durch den von ihm mit gegründeten Potomac Appalachian Trail Club).
Ein von William F. Foshag 1931 beschriebenes Mineral erhielt ihm zu Ehren den Namen Schairerit.